# St. Maria (Serrfeld)

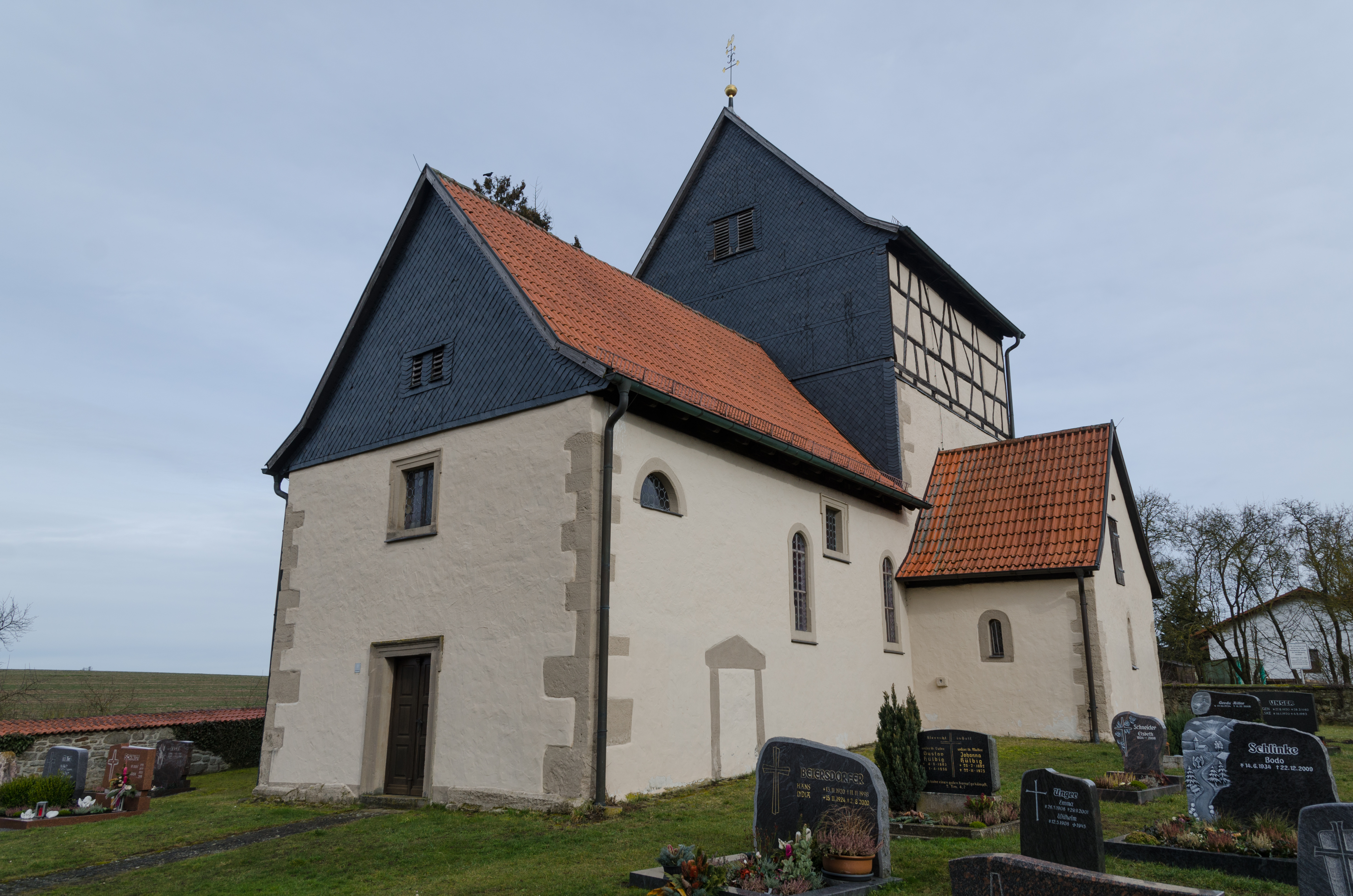
Die Kirche St. Maria in Serrfeld

Die römisch-katholische Filialkirche St. Maria ist die Dorfkirche von Serrfeld, einem Gemeindeteil von Sulzdorf an der Lederhecke im unterfränkischen Landkreis Rhön-Grabfeld in Bayern. Die Kirche gehört zu den Baudenkmälern von Sulzdorf an der Lederhecke und ist zusammen mit der Kirchhofmauer unter der Nummer D-6-73-172-21 in der Bayerischen Denkmalliste registriert. Die Kirche gehört zum Dekanat Rhön-Grabfeld im Bistum Würzburg. Sie ist der Muttergottes Maria gewidmet.

## Geschichte
Die Kirchenburg in Serrfeld ist eine der bedeutendsten im Grabfeld. Im Jahr 1040 sollen der Sage nach 28 Kreuzritter hier eine Kirchenburg mit 28 Gaden erbaut haben, um hier in Notzeiten ihren wertvollsten Besitz verstecken zu können.
Die Kirchenburg wird von einer trapezförmigen Mauer umfasst. Der Durchgang im Torturm wird von einem Tonnengewölbe gestützt. Ein Gaden am Torturm hat ein Geschoss, der andere an der Südwestecke der Mauer zwei Geschosse.
Ausgrabungen im Jahr 1978 haben ergeben, dass bereits vor der Entstehung der Kirchenburg ein Friedhof und Holz- und Steingebäude erbaut wurden. Nach der Errichtung der Umfassungsmauer entstand in der Südwestecke ein massiver Eckturm. Nach dessen Zerstörung im 15. Jahrhundert entstanden auf seinem Schutt Gaden. Im 19. Jahrhundert erfolgte eine Einlegung des größten Teils der Gaden. Durch eine Renovierung ab 1983 wurde die Kirchenburganlage vor dem Verfall bewahrt.
Die Kirche St. Maria liegt inmitten des Friedhofs im Kirchenburgring. Sie ist in der Dorfordnung von Serrfeld aus dem Jahr 1433 erstmals urkundlich belegt. Der Überlieferung nach war sie früher eine bedeutende Marien-Wallfahrtskirche. Der Turm verfügt über einen Fachwerkaufbau mit Satteldach. Chorturm und Torturm sind stilistisch ähnlich, so dass beide wahrscheinlich zur Wende vom 13. zum 14. Jahrhundert gebaut wurden.
Ausgrabungen aus dem Jahr 1978 förderten unter der Schwelle des ehemaligen Kirchenportals eine zwei Meter lange behauene Grabplatte mit eingemeißeltem Vortragekreuz zutage, die ein 180 cm großes männliches Skelett beherbergte. Die frühen Spuren von Bebauung um die Kirchenburg herum lassen auf eine lange Geschichte schließen, die über die erste bekannte urkundliche Erwähnung hinaus bis ins 10. Jahrhundert zurückreicht.
Der Flügelaltar wurde 1612 erstmals beschrieben und entstand gegen Ende des 15. Jahrhunderts. Um 1870 erfolgte eine Umarbeitung des Altars. Im Jahr 1995 wurde die neugotische Fassung vollständig entfernt. Die wertvollen Reliefs befinden sich seit 1996 wieder in einem Altarretabel. Seine moderne Architektur hat den neugotischen Altar zum Vorbild. In der Mitte des Altars befindet sich eine spätgotische Muttergottes mit Kind. Die Reliefs stellen die Verkündigung des Herrn, Mariä Heimsuchung, die Geburt und die Beschneidung Christ dar. Eine Madonnenfigur aus dem 15. Jahrhundert wurde im 20. Jahrhundert in die Kirche von Stöckach gebracht (heute Gemeindeteil der Gemeinde Bundorf).
Die Renaissancekanzel stammt aus dem Jahr 1609. Die Glocken entstanden im 15. Jahrhundert und gehören zu den ältesten im Grabfeld.
Als Serrfeld im 16. Jahrhundert evangelisch wurde, verblieb die Kirche bei der katholischen Nachbarpfarrei Neuses (heute Gemeindeteil von Bundorf).